# نمرة البصل
نمرة البصل إحدى قرى مركز المحلة الكبرى التابع لمحافظة الغربية بجمهورية مصر العربية.

## التاريخ
قرية نمرة البصل من القرى القديمة، حيث وردت باسم «نمرى» في أعمال الغربية ضمن قرى الروك الصلاحي التي أحصاها ابن مماتي في كتاب قوانين الدواوين، كما وردت باسم «نمرى البصل» في أعمال الغربية ضمن قرى الروك الناصري التي أحصاها ابن الجيعان في كتاب «التحفة السنية بأسماء البلاد المصرية». وردت باسم «نمرى البصل» في التربيع العثماني الذي أجراه الوالي العثماني سليمان باشا الخادم في عصر السلطان العثماني سليمان القانوني ضمن قرى ولاية الغربية، وفي تاريخ 1228هـ/1813م الذي عدّ قرى مصر بعد المسح الذي قام به محمد علي باشا باسم «نمرة البصل». يرجع أن إضافة البصل لاسمها ترجع لشهرة القرية بزراعته.
القرية مقامة على تل أثري عثر فيه على تاج عمود وعمود من الجرانيت الوردي يعود للعصر اليوناني الروماني، وتوجد ببعض مساجد القرية أعمدة أثرية.

## التعليم
تصل نسبة الأمية في القرية إلى 55.6% بين من تجاوزوا العاشرة من عمرهم، بينما تصل نسبة من حصلوا على تعليم جامعي إلى 1.49% من جملة السكان.

## السكان
بلغ عدد سكان نمرة البصل 16,202 نسمة حسب تقدير عام 2018.
| السنة  | 1882 | 1897 | 1907 | 1927 | 1947 | 1960 | 1976 | 1986 | 1996   | 2006   | 2018   |
| ------ | ---- | ---- | ---- | ---- | ---- | ---- | ---- | ---- | ------ | ------ | ------ |
| القرية | 760  | 1227 | 1577 | 2326 | 3824 | 5354 | 7543 | 9444 | 11,107 | 12,993 | 16,202 |